# Psyra trilineata
Psyra trilineata är en fjärilsart som beskrevs av Moore 1888. Psyra trilineata ingår i släktet Psyra och familjen mätare. Inga underarter finns listade.